# Pico do Jaraguá
Pico do Jaraguá é o ponto mais alto do município de São Paulo, no Brasil, elevando-se a uma altitude de 1 135 metros. Situa-se no bairro do Jaraguá, a oeste da serra da Cantareira. Nos seus arredores, foi criado o Parque Estadual do Jaraguá, para conservação da área.
Pode-se ascender ao seu cume por uma via asfaltada (Estrada Turística do Jaraguá) ou por meio da Trilha do Pai Zé (1800 metros de extensão). No topo, há duas grandes antenas, sendo uma de televisão (compartilhada por 2 emissoras: TV Globo São Paulo, TV Bandeirantes São Paulo e outra da TV Cultura), além de pequenas instalações comerciais e locais destinados a estacionamento de veículos.
A TV Bandeirantes, canal 13 (VHF) instalou a sua antena (da marca inglesa Marconi) e novos amplificadores no Pico do Jaraguá no ano de 1970, o que permitiu, aos paulistas, uma melhor recepção do sinal para as transmissões dos jogos da Copa do Mundo FIFA de 1970, aumentando sua capacidade para 200 quilômetros. Também, lançou um disco promocional na mesma época para anunciar a novidade aos publicitários.
Ao se atingir o topo, tem-se uma visão principalmente da parte oeste da Grande São Paulo. Também pode ser avistado o Rodoanel Mário Covas, na parte posterior. Junto à antena de televisão, existe uma grande escadaria que permite subir ainda mais, ladeada por um bondinho que se destina ao transporte de pessoas e materiais para manutenção da antena.

## História

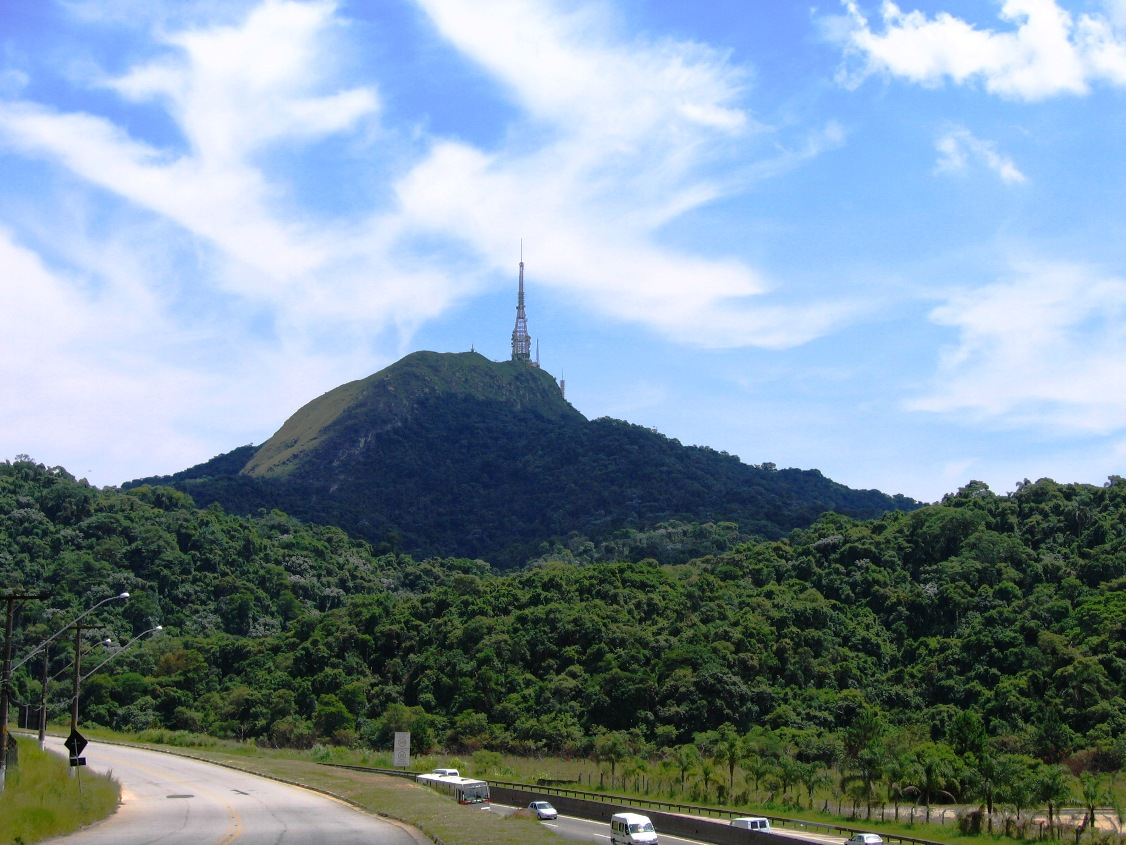
Pico do Jaraguá

### Exploração de ouro
As primeiras notícias que se têm do local é que, nele, estava estabelecido Afonso Sardinha, bandeirante que descobriu vestígios de ouro no ribeirão Itaí, no pico, por volta de 1580.[carece de fontes?] No entanto, como os índios dominavam a região, travaram-se numerosas guerras contra os nativos da terra. A mineração, portanto, só teve início dez anos depois. O ouro do Jaraguá foi explorado até o esgotamento, no século XIX. Os garimpeiros deixaram visíveis marcas de sulcos e escavações nas rochas do pico.

### Século XX
Em 1946, a Prefeitura de São Paulo transformou o pico do Jaraguá em ponto turístico da cidade. Em 1961, foi criado o Parque Estadual do Jaraguá, onde os visitantes podem conhecer as pias de lavagem manual do ouro ao lado das ruínas do grande casarão do próprio Afonso Sardinha. Esse parque foi tombado pelo Condephaat (Conselho de Defesa do Patrimônio Histórico, Artístico, Arqueológico e Turístico) em 1983.
Em 1994, o Parque Estadual do Jaraguá foi tombado como Patrimônio da Humanidade pela Unesco, passando a integrar a Zona Núcleo do Cinturão Verde da Cidade de São Paulo, Reserva da Biosfera. Existe, na entrada do Parque do Pico do Jaraguá, uma aldeia indígena, porém em total estado de penúria.

## Parque Estadual

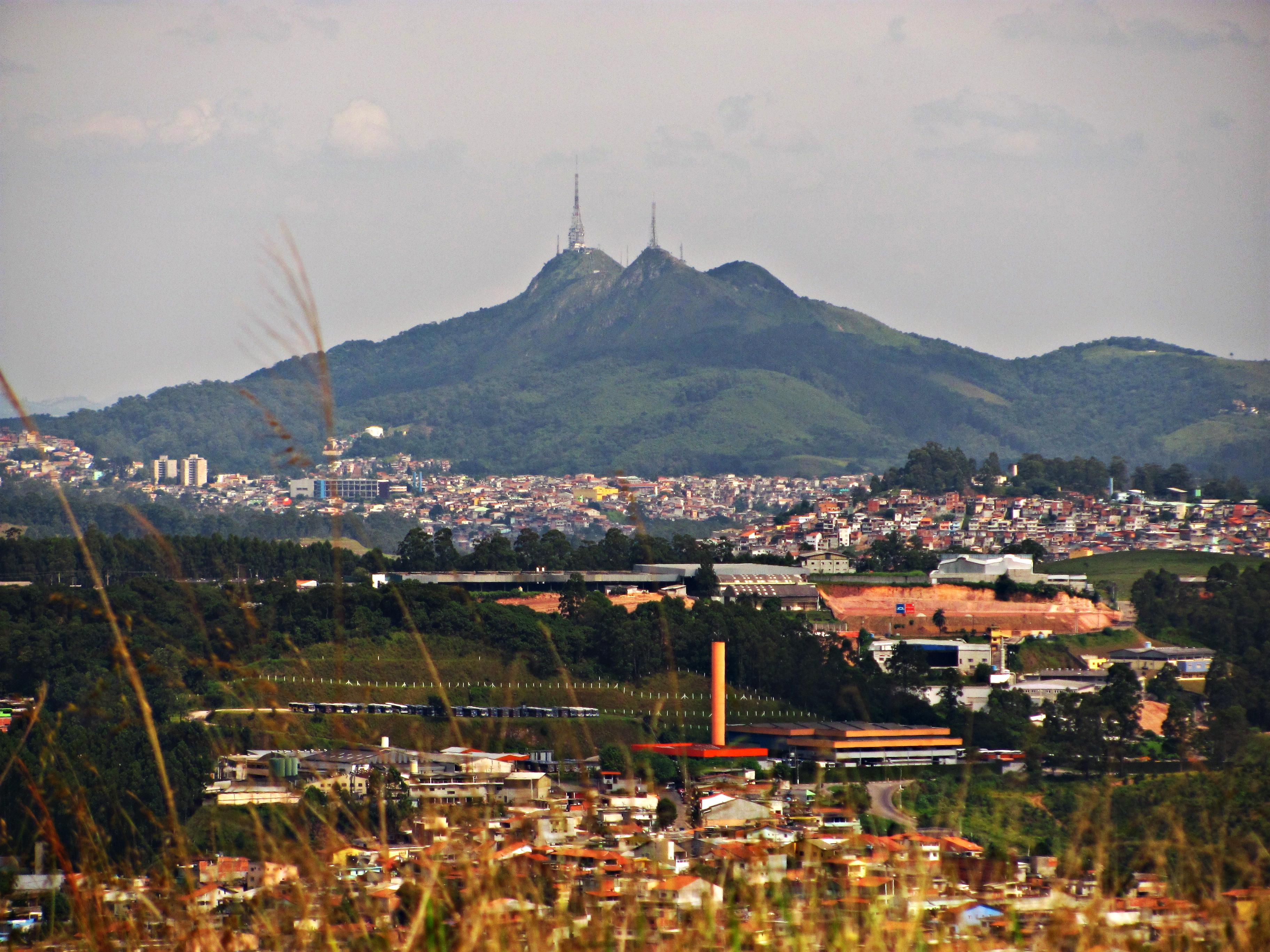
Pico do Jaraguá visto do Parque Estadual do Juqueri com parte de Caieiras e de Perus

Considerado um dos últimos remanescentes de Mata Atlântica da Região Metropolitana de São Paulo, com área de 491,98 hectares, o Parque Estadual do Jaraguá é uma área protegida brasileira criada em 1961. Localiza-se em torno do Pico do Jaraguá, na Serra da Cantareira, Zona Noroeste do município de São Paulo, onde passa o Trópico de Capricórnio, mais precisamente no bairro do Jaraguá. Tem, como vizinhos, os bairros de Perus, Pirituba e o município de Osasco.